# Абій Ахмед Алі
Абій Ахмед Алі (амх.  አብይ አህመድ አሊ, нар. 23 квітня 1976) — ефіопський політик, чинний прем'єр-міністр Ефіопії з 2 квітня 2018 року. Лауреат Нобелівської премії миру 2019 року за подолання конфлікту з Еритреєю. У жовтні 2021 року Ебій Ахмед офіційно склав присягу на другий 5-річний термін.

## Біографія
Народився у родині мусульманина, що належить до народу оромо, і його четвертої дружини, християнки з амхара. В 1991 році ще підлітком приєднався до сил повстанців, які діяли проти режиму Менгісту Хайле Маріама, вступивши до лав Демократичної організації народів оромо (членом якої залишився і після перетворення її в політичну партію), і після приходу до влади повстанців на чолі з Мелес Зенаві продовжив службу в лавах збройних сил країни. В 1995 році перебував у складі миротворчого контингенту ООН в Руанді, в 1998-2000 роках брав участь в ефіопсько-еритрейському конфлікті. Здобувши освіту у галузі програмування, в 2007 році став одним з творців Ефіопського інформаційного агентства безпеки в мережі і заступником директора цієї організації (з 2008 року виконував обов'язки директора), увійшовши за посадою до рад директорів національного оператора зв'язку Ethio telecom і національної телевізійної компанії.
В 2010 році покинув військову службу в чині підполковника і був обраний від ДОНО (входить до складу правлячої коаліції — Революційно-демократичного фронту ефіопських народів) депутатом нижньої палати парламенту — Ради народних представників. На цій посаді приділяв увагу подоланню релігійних конфліктів між християнами і мусульманами, що належать до оромо, а також боротьбу з незаконним захопленням земель в околицях Аддис-Абеби, що входять до складу регіону Оромія. В 2014 році був призначений директором Інформаційного центру науки і технологій, а в 2015 році - міністром науки і технології. В 2016 році Абій Ахмед Алі обійняв посаду заступника президента регіону Оромія і голови служби будівельного і міського розвитку Оромії, а в жовтні 2017 року став також головою секретаріату ДОНО.
Після відставки в лютому 2018 року прем'єр-міністра Гайле Маріама Десаленя Абій Ахмед Алі, разом з президентом Оромії і головою ДОНО Лемма Мегерса, став (по ротації входять до складу РДФЕН етнічних політичних об'єднань) основним кандидатом на цю посаду. Оскільки Мегерса не був депутатом парламенту, 22 лютого ДОНО обрало Абія Ахмеда Алі новим головою. Після того, як 27 березня основний суперник Абія Ахмеда Алі на посаду лідера правлячої РДФЕН, заступник прем'єр-міністра і голова Національно-демократичного руху амхара (також раніше не представлено на посаді прем'єр-міністра) Демек Меконій зняв свою кандидатуру, Абія Ахмеда Алі було обрано переважною більшістю голосів і 1 квітня  затверджено прем'єр-міністром.